# Transecto
Urbanísticamente el transecto es un sistema analítico que conceptúa el mutuo refuerzo los elementos a fin de crear una serie de hábitats naturales específicos con ajustes urbanos a la forma de vida. El transecto integra la metodología ambiental para el diseño de la comunidad, desapareciendo límite entre lo natural y lo artificial. Esta jerarquía urbano-rural diseña tipos apropiados de edificios y calles para cada área.